# Máté Vida
Máté Vida (sinh 8 tháng 3 năm 1996 ở Budapest) là một cầu thủ bóng đá Hungary hiện tại thi đấu cho DAC Dunajská Streda. Anh cũng là một phần của đội tuyển U-20 Hungary tại Giải bóng đá U-20 vô địch thế giới 2015.

## Thống kê sự nghiệp

### Câu lạc bộ
| Câu lạc bộ          | Mùa giải            | Giải vô địch | Giải vô địch | Cúp     | Cúp       | Cúp Liên đoàn | Cúp Liên đoàn | Châu Âu | Châu Âu   | Tổng    | Tổng      |
| Câu lạc bộ          | Mùa giải            | Số trận      | Bàn thắng    | Số trận | Bàn thắng | Số trận       | Bàn thắng     | Số trận | Bàn thắng | Số trận | Bàn thắng |
| ------------------- | ------------------- | ------------ | ------------ | ------- | --------- | ------------- | ------------- | ------- | --------- | ------- | --------- |
| Vasas               | 2013–14             | 15           | 0            | 0       | 0         | 3             | 0             | -       | -         | 18      | 0         |
| Vasas               | 2014–15             | 22           | 1            | 1       | 0         | 4             | 1             | -       | -         | 27      | 2         |
| Vasas               | 2015–16             | 31           | 1            | 1       | 0         | 0             | 0             | 0       | 0         | 32      | 1         |
| Vasas               | 2016–17             | 11           | 1            | 0       | 0         | 0             | 0             | 0       | 0         | 11      | 1         |
| Vasas               | Tổng cộng           | 79           | 3            | 2       | 0         | 7             | 1             | 0       | 0         | 88      | 4         |
| Tổng cộng sự nghiệp | Tổng cộng sự nghiệp | 79           | 3            | 2       | 0         | 7             | 1             | 0       | 0         | 88      | 4         |

### Quốc tế
Tính đến ngày 15 tháng 11 năm 2019
| Đội tuyển quốc gia | Mùa giải | Trận | Bàn thắng |
| ------------------ | -------- | ---- | --------- |
| Hungary            | 2016     | 3    | 0         |
| Hungary            | 2019     | 3    | 0         |
| Tổng               | Tổng     | 6    | 0         |